# Erland Josephson
Erland Josephson (15. juni 1923 i Stockholm – 25. februar 2012 i  Stockholm) var en svensk skuespiller, instruktør og forfatter samt chef for Dramaten i Stockholm 1966-1975.

## Karriere
Erland Josephson havde et langvarigt samarbejde med Ingmar Bergman, et samarbejde der begyndte allerede i 1940'erne. Josephson indledte sin karriere på Helsingborgs Stadsteater i 1947 og kom til Dramaten i 1956.
Filmene af Bergman sikrede Josephson international opmærksomhed. Den første Bergman-film, han medvirkede i (dog ukrediteret) var Det regner på vor kærlighed (1946), men senere kom han højt på rollelisten i film som Ulvetimen (1967), Hvisken og råb (1972), Høstsonaten (1978) og Fanny og Alexander (1982). Desuden havde han hovedroller i Bergmans tv-serier Scener fra et ægteskab (1973) og Ansigt mod ansigt (1976) – begge serierne blev også udsendt på DR.
Fra 1970'erne fik han gang i en international filmkarriere, hvor han spillede med i en række europæiske film, ofte af mere "smal" karakter. Således medvirkede han i Damiano Damianis Jeg er bange (1977), Dušan Makavejevs Montenegro (1981) og  Andrej Tarkovskijs Nostalghia (1983).  
Ud over som skuespiller bidrog Josephson også som manuskriptforfatter og instruktør til forskellige film, og han har udgivet en række bøger, både digtsamlinger, romaner, noveller, billedbøger og selvbiografier.
Han har modtaget flere priser, blandt andet Guldbaggen for bedste mandlige hovedrolle i 1987 for sit spil i både Tarkovskijs Offeret og Mai Zetterlings Min elskede - Amoroso. I 2002 fik han en pris for sin samlede karriere ved Stockholm Film Festival, og i 2004 fik han en Guldbagge-ærespris.